# غيرترود سانبورن
غيرترود سانبورن (بالإنجليزية: Gertrude Sanborn)‏ (1881 - 1928)؛ روائية أمريكية.